# Matt Le Tissier
Matthew Paul Le Tissier (* 14. října 1968) je bývalý anglický fotbalista, který hrál jako záložník. Celou svou profesionální kariéru hrál v Southamptonu. V roce 2002 krátce hrál neligový fotbal. Fanoušci Southamptonu mu přezdívali „Le God“.
V roce 1990 byl zvolen jako vítěz v anketě PFA Young Player of the Year.
Narodil se na Guernsey, ale rozhodl se reprezentovat Anglii, v letech 1994 až 1997 za ni odehrál osm zápasů. V roce 2011 se stal čestným prezidentem Guernsey FC a v roce 2013 za klub také krátce hrál.

## Styl hry
Byl kreativním útočným záložníkem s výjimečnými technickými schopnostmi. Je druhým nejlepším střelcem v historii Southamptonu (za Mickem Channonem). Byl také prvním záložníkem, který vstřelil 100 gólů v Premier League. Drží rekord v počtu gólů vstřelených z pokutových kopů — trefil se 47krát ze 48 pokusů.

## Osobní život
Po odchodu do důchodu pracoval do srpna 2020 jako panelista v pořadu Sky Sports Soccer Saturday. Na sociálních sítích zveřejnil několik příspěvků týkajících se covidu-19 a ruské invaze na Ukrajinu, které se setkaly s kritikou.